# Raiffeisenbank Lauenburg/Elbe
Die Raiffeisenbank eG (im Außenauftritt Raiffeisenbank eG, Lauenburg/Elbe) ist eine deutsche Genossenschaftsbank mit Sitz in der schleswig-holsteinischen Stadt Lauenburg/Elbe im Kreis Herzogtum Lauenburg.

## Geschichte
Das erste Statut der Spar- und Darlehnskasse mit unbeschränkter Haftpflicht mit Sitz in Lauenburg/Elbe ist datiert auf den 3. November 1921. Wenige Tage später wurde die Kreditgenossenschaft in das Genossenschaftsregister des Amtsgerichtes Lauenburg/Elbe unter der Nummer 12 eingetragen. Die ersten Mitglieder kamen vor allem aus den umliegenden Dörfern der Stadt Lauenburg/Elbe: aus Krüzen, Buchhorst, Krukow, Lanze und Schnakenbek. Initiiert wurde die Gründung von Genossen, die schon in der seit 1894 bestehenden Lauenburger Molkerei eG aktiv waren. Diese stellte der Spar- und Darlehnskasse dann auch mehrere Räume zur Verfügung: ein Büro für die Bankgeschäfte sowie Lagerräume für die Waren. Auch die Geschäftsführung der beiden Genossenschaften war in den Anfangsjahren der Kreditgenossenschaft quasi in Personalunion miteinander verbunden: Der Molkereiverwalter Wilhelm Wulff führte auch die Geschäfte der Spar- und Darlehnskasse. Neben dem Spar- und Kreditgeschäft sorgte die Kasse für den gemeinschaftlichen Ein- und Verkauf von Waren und Gegenständen des landwirtschaftlichen Bedarfs.
1965 verschmolz die Spar- und Darlehnskasse Lauenburg/Elbe eG als übernehmende Genossenschaft mit der Spar- und Darlehnskasse eG zu Lütau mit dem Sitz in Lütau. Die Lütauer Kreditgenossenschaft hatte sich am 8. Juni 1904 gegründet. Bei ihrer Eintragung in das Genossenschaftsregister des Amtsgerichtes Lauenburg/Elbe erhielt sie die Registernummer 4. Auch die Lütauer Kasse betätigte sich neben den Bankgeschäften im Ein- und Verkauf landwirtschaftlicher Waren und Produkte. Sie verfügte über Maschinen, die von allen Genossenschaftlern genutzt werden konnten und besaß mehrere eigene Betriebsgebäude. Auf einer außerordentlichen Generalversammlung im Jahr 1965 beschlossen die Mitglieder die Verschmelzung durch Übertragung mit der Spar- und Darlehnskasse eG in Lauenburg/Elbe.
Im Jahr 1968 stimmte die außerordentliche Mitgliederversammlung der Lauenburger Kreditgenossenschaft der Übernahme der Landwirtschaftlichen Ein- und Verkaufsgenossenschaft eGmbH zu Geesthacht zu. Die Genossenschaft wurde am 23. April 1949 gegründet und im August desselben Jahres in das Genossenschaftsregister des Amtsgerichtes Geesthacht eingetragen. Der Verschmelzungsvertrag ist auf den 28. Mai und 27. November 1968 datiert.
Im Jahr 1974 änderte die Kreditgenossenschaft ihren Firmennamen in Raiffeisenbank eG um. Im Jahr 1981 fusionierte sie mit der Raiffeisen-Warengenossenschaft Billwerder eG mit dem Sitz in Billwerder. Die Billwerder Genossenschaft war als Landwirtschaftlicher Bezugsverein Billwerder am 3. Januar 1934 in das Genossenschaftsregister des Amtsgerichtes Bergedorf unter der Registernummer 32 eingetragen worden. Das erste Statut ist auf den 14. Dezember 1933 datiert. Das Ziel des Zusammenschlusses der beteiligten Landwirte war neben dem Bezug landwirtschaftlicher Bedarfsartikel auch der gemeinsame Absatz ihrer Erzeugnisse. Die im Jahr 1976 in Raiffeisen-Warengenossenschaft Billwerder umbenannte Genossenschaft erweiterte im gleichen Jahr ihre Dienstleistungen um die gemeinsame Nutzung landwirtschaftlicher Maschinen. In ihrer Mitgliederversammlung am 24. September 1981 beschloss sie mit der Raiffeisenbank eG zu verschmelzen.
Zu einer weiteren Fusion kam es im Jahr 1990. Am 6. September 1990 beschloss die Generalversammlung der Raiffeisenbank eG mit dem Sitz in Boizenburg/Elbe die Aufnahme durch die Raiffeisenbank eG nach Maßgabe des Verschmelzungsvertrages von August 1990. Die folgende Zusammenfassung erfolgt anhand der nur bis in die 1950er Jahre überlieferten Genossenschaftsregister des Amtsgerichtes in Boizenburg/Elbe:
In Boizenburg/Elbe gründete sich im Mai 1918 ein Spar- und Darlehnskassenverein. Das erste Statut ist auf den 9. Mai 1918 datiert. Der Eintrag in das Genossenschaftsregister des Großherzoglichen Stadtgerichts Boizenburg/Elbe erfolgte am 22. Mai 1918. In der Generalversammlung am 14. November 1934 beschlossen die Genossen die Umwandlung in eine Genossenschaft mit beschränkter Haftpflicht und nannten sich fortan Spar- und Darlehnskassenverein eGmbH für Boizenburg/Elbe und Umgebung. Wenige Jahre später im Jahr 1943 wurde der Firmenname erneut geändert, diesmal in Bezugs- und Absatzgenossenschaft mbH. Nicht nur der Name, sondern auch im Statut waren nun die klassischen Aufgaben der Spar- und Darlehnskasse nicht mehr vertreten. Die Genossenschaft wurde zur Warengenossenschaft, sie kaufte und verkaufte landwirtschaftliche Bedarfsartikel und sorgte für den Absatz der landwirtschaftlichen Erzeugnisse der in ihren organisierten Genossen. Außerdem schaffte sie landwirtschaftliche Maschinen zur gemeinsamen Nutzung an. In einer Versammlung der Genossenschaft am 14. Juli 1948 wurde die Auflösung beschlossen. Anhand des Genossenschaftsregister ist zu vermuten, dass sich die Raiffeisenbank eG mit dem Sitz in Boizenburg/Elbe als Nachfolgerin des Spar- und Darlehnskassenvereins nach 1989 neu gründete. Jedoch schon im darauf folgenden Jahr 1990 wurde die Verschmelzung mit der Raiffeisenbank eG durchgeführt. 
Seit 1997 widmet sich die Raiffeisenbank eG ausschließlich dem Bankgeschäft.
Es kam 2007 zur bisher letzten Fusion der Raiffeisenbank eG. Sie übernahm die Volksbank Lauenburg/Elbe eG mit dem Sitz in Lauenburg/Elbe. Diese war als „Vorschußverein zu Lauenburg an der Elbe eG“ im Jahr 1866 von 56 Bürgerinnen und Bürgern der Stadt Lauenburg/Elbe gegründet worden. Die Genossenschaft wurde unter der Nummer 1 in das Genossenschaftsregister des Amtsgerichtes Lauenburg/Elbe eingetragen. Der nach dem Vorbild von Hermann Schulze-Delitzsch gegründete Verein entwickelte sich gut und die Zahl der Mitglieder stieg bis Ende des Jahres 1875 auf 430 Mitglieder an. Bis in die 1930er Jahre pendelte sich die Mitgliederzahl dann auf rund 250 Personen ein. Am 14. März 1939 erfolgte die Umbenennung in „Volksbank Lauenburg/Elbe eG“. Im Jahr 1966 blickte die Volksbank in Lauenburg/Elbe auf ihre 100-jährige Geschichte zurück und es erschien eine Chronik. Die Kreditgenossenschaft kam im Jahr 2005 wegen risikoreicher und unlauterer Kreditgeschäfte bundesweit in die Schlagzeilen. Sie verschmolz 2007 mit der Raiffeisenbank eG, Lauenburg/Elbe. 
Am 3. November 2021 feierte die Raiffeisenbank eG, Lauenburg/Elbe ihr 100-jähriges Bestehen als Genossenschaftsbank. Durch die Fusion mit der schon 1866 gegründeten Volksbank Lauenburg/Elbe eG ist sie aber bei weitem älter.

## Rechtsverhältnisse
Die Raiffeisenbank eG ist im Genossenschaftsregister beim Amtsgericht Lübeck unter GnR 11 SB eingetragen.

## Organisationsstruktur
Rechtsgrundlagen sind das Genossenschaftsgesetz und die durch die Generalversammlung beschlossene Satzung. Organe der Bank sind der Vorstand, der Aufsichtsrat und die Generalversammlung. 
Der Vorstand der Raiffeisenbank eG leitet die Bank in eigener Verantwortung gemäß den Vorschriften des Genossenschaftsgesetzes und des Gesetzes über das Kreditwesen sowie den Vorschriften der Satzung und der Geschäftsordnung. Der Vorstand vertritt die Genossenschaftsbank gerichtlich und außergerichtlich. Die Vorstandsmitglieder werden vom Aufsichtsrat der Raiffeisenbank eG bestellt und angestellt. Der Aufsichtsrat überwacht die Geschäftsführung des Vorstandes. Die Mitglieder des Aufsichtsrates werden von der Generalversammlung gewählt. Bei der Generalversammlung hat jedes Mitglied eine Stimme, unabhängig von der Anzahl der gezeichneten Genossenschaftsanteile. Die Generalversammlung ist das höchste Organ der Raiffeisenbank eG. Unter anderem stellt sie den Jahresabschluss fest und beschließt über die Verwendung des Jahresüberschusses. Zudem stimmen die Mitglieder der Generalversammlung über die Entlastung des Aufsichtsrates sowie des Vorstandes ab.

## Sicherungseinrichtung
Die Raiffeisenbank eG ist der amtlich anerkannten Sicherungseinrichtung des Bundesverbandes der Deutschen Volksbanken und Raiffeisenbanken GmbH und der zusätzlichen freiwilligen Sicherungseinrichtung des Bundesverbandes der Deutschen Volksbanken und Raiffeisenbanken e.V. angeschlossen. Gemeinsam gewährleisten diese den Schutz der Kundeneinlagen. Grundsätzlich sind folgende Einlagen geschützt: Spareinlagen, Sparbriefe, Termineinlagen und Sichteinlagen sowie von Mitgliedsbanken ausgegebene Inhaberschuldverschreibungen im Besitz von Kunden.

## Geschäftsausrichtung
Die Raiffeisenbank eG eine regional tätige Universalbank und gehört der Genossenschaftlichen FinanzGruppe Volksbanken und Raiffeisenbanken an. Ihre Geschäftsbereiche sind das Kredit- und Einlagengeschäft, das Wertpapiergeschäft sowie das Verbundgeschäft. Es werden sowohl Privatkunden als auch Firmenkunden von ihr beraten und betreut. Im Verbundgeschäft arbeitet sie mit der DZ Bank, R+V Versicherung, Bausparkasse Schwäbisch Hall, Teambank, VR Smart Finanz, MünchenerHyp, Reisebank, DZ Privatbank, DZ Hyp und der Union Investment zusammen.

## Geschäftsgebiet
Das Geschäftsgebiet liegt im Süden des Kreises Herzogtum Lauenburg sowie im Westen des Landkreises Ludwigslust-Parchim. Den Kernbereich ihres Geschäftsgebietes bilden die Gemeinden bzw. die Stadt Lauenburg/Elbe, Amt Lütau, Stadt Boizenburg/Elbe, Amt Boizenburg-Land, Stadt Schwarzenbek, Amt Schwarzenbek-Land und das Amt Büchen. Darüber hinaus umfasst der erweiterte Geschäftsgebietsbereich das Land Schleswig-Holstein, die freie und Hansestadt Hamburg, das Land Mecklenburg-Vorpommern und Nordost-Niedersachsen.
An diesen Orten betreibt die Bank Filialen:
- Lauenburg/Elbe (Hauptstelle, jur. Sitz)
- Boizenburg/Elbe (Geschäftsstelle)
- Schwarzenbek (Geschäftsstelle)